# Bologna Football Club 1920-1921
Questa voce raccoglie le informazioni riguardanti il Bologna Football Club nelle competizioni ufficiali della stagione 1920-1921.

## Stagione
Il Bologna nel 1920-1921 ha partecipato al campionato di Prima Categoria. Nel girone B emiliano si è classificato al primo posto con 15 punti. Ha vinto il titolo emiliano battendo il Modena, prima del girone A. Qualificato alle semifinali nazionali, nel girone A, si è classificato al primo posto con 10 punti, davanti al Genoa. Nella finale del torneo settentrionale viene sconfitto dalla Pro Vercelli per 2-1 nella gara giocata a Livorno.

## Divise
| Casa | Trasferta |

## Rosa
| N. |                   | Ruolo | Calciatore        |
| -- | ----------------- | ----- | ----------------- |
|    | Italia (bandiera) | P     | Giovanni Modelli  |
|    | Italia (bandiera) | P     | Franco Gianese    |
|    | Italia (bandiera) | D     | Renato Zecchi     |
|    | Italia (bandiera) | D     | Gino Spadoni      |
|    | Italia (bandiera) | D     | Luigi Modoni      |
|    | Italia (bandiera) | D     | Federico Rossi    |
|    | Italia (bandiera) | D     | Ugo Fini          |
|    | Italia (bandiera) | D     | Barbieri          |
|    | Italia (bandiera) | C     | Mario Della Valle |
|    | Italia (bandiera) | C     | Pietro Genovesi   |
|    | Italia (bandiera) | C     | Angelo Badini     |

| N. |                   | Ruolo | Calciatore           |
| -- | ----------------- | ----- | -------------------- |
|    | Italia (bandiera) | C     | Gastone Baldi        |
|    | Italia (bandiera) | A     | Cesare Alberti       |
|    | Italia (bandiera) | A     | Emilio Badini        |
|    | Italia (bandiera) | A     | Bernardo Perin       |
|    | Italia (bandiera) | A     | Giuseppe Della Valle |
|    | Italia (bandiera) | A     | Alberto Pozzi        |
|    | Italia (bandiera) | A     | Augusto Badini       |
|    | Italia (bandiera) | A     | Amleto Degli Esposti |
|    | Italia (bandiera) | A     | Giustino Benchimol   |
|    | Italia (bandiera) | A     | Vincenzo Carano      |

## Risultati

### Prima Categoria

#### Sezione emiliana

##### Girone B

###### Girone di andata
| Arbitro: | Pederzini (Modena) |

|  |           |                            |
|  | Marcatori | 10’ Perin 48’, 65’ Alberti |

| Arbitro: | Majani (Torino) |

|                         |           |            |
| Badini IV 65’ Rossi 85’ | Marcatori | 67’ Vicini |

| Arbitro: | Bertazzoni (Modena) |

|             |           |                                                        |
| Sarasso 61’ | Marcatori | 14’ Perin 20’ Genovesi 21’ Alberti 40’ Della Valle III |

| Arbitro: | Caroncini (Roma) |

|                 |           |              |
| Agostinelli 53’ | Marcatori | 17’ Genovesi |

###### Girone di ritorno
| Arbitro: | Pederzini (Modena) |

|                                                                        |           |  |
| Della Valle II 37’, 39’ Perin 52’, 90’ Della Valle III 80’ Alberti 85’ | Marcatori |  |

| Arbitro: | Pierallini (Modena) |

|  |           |                                                  |
|  | Marcatori | 63’ Della Valle II 65’ Perin 73’ (aut.) Giordani |

| Arbitro: | Caroncini (Roma) |

|                                          |           |             |
| Badini IV 12’ Alberti 30’, 59’ Perin 56’ | Marcatori | 39’ Sarasso |

| Arbitro: | Borgognoni (Bologna) |

|                          |           |                  |
| Genovesi 20’ Alberti 25’ | Marcatori | 75’ Barbieri III |

##### Finale regionale
| Arbitro: | Mauro (Milano) |

| |           |           |
| Alberti 11’, 18’, 56’, 72’ Della Valle II 44’, 86’ Contini 49’ (aut.) Genovesi 65’ Pozzi 70’ Perin | Marcatori | 26’ Manni |

| Arbitro: | A. Gama (Milano) |

|                |           |  |
| Manfredini 62’ | Marcatori |  |

| Arbitro: | Cavazzana (Milano) |

|            |           |  |
| Perin 149’ | Marcatori |  |

#### Semifinali interregionali (Girone A)

##### Girone di andata
| Arbitro: | Bistoletti (Milano) |

|                             |           |  |
| Pozzi 10’ Azaghi 86’ (aut.) | Marcatori |  |

| Arbitro: | Venegoni (Legnano) |

|           |           |                               |
| Sardi 76’ | Marcatori | 50’ Perin 64’ Della Valle III |

| Arbitro: | Scamoni (Torino) |

|                              |           |                   |
| Della Valle II 23’, 39’, 75’ | Marcatori | 67’ (aut.) Zecchi |

##### Girone di ritorno
| Arbitro: | Vagge (Genova) |

|                     |           |                                                  |
| Bronzini 69’ (rig.) | Marcatori | 50’, 70’, 81’ Della Valle II 64’ Perin 75’ Pozzi |

| Arbitro: | Mauro (Milano) |

|             |           |           |
| Alberti 27’ | Marcatori | Dellacasa |

| Novara 14 marzo 1920 6ª giornata | Novara            | 0 – 0 | Bologna | Campo di via Cesare Lombroso\| Arbitro: \| Brunetti (Torino) \| |
| Arbitro:                         | Brunetti (Torino) |       |         |                                                                 |

#### Finale nord
| Arbitro: | Vagge (Genova) |

|                               |           |             |
| Ardissone 56’ A. Rampini 128’ | Marcatori | 20’ Alberti |

## Statistiche

### Statistiche di squadra
| Competizione                             | Punti | In casa | In casa | In casa | In casa | In casa | In casa | In trasferta | In trasferta | In trasferta | In trasferta | In trasferta | In trasferta | Totale | Totale | Totale | Totale | Totale | Totale | DR  |
| Competizione                             | Punti | G       | V       | N       | P       | Gf      | Gs      | G            | V            | N            | P            | Gf           | Gs           | G      | V      | N      | P      | Gf     | Gs     | DR  |
| ---------------------------------------- | ----- | ------- | ------- | ------- | ------- | ------- | ------- | ------------ | ------------ | ------------ | ------------ | ------------ | ------------ | ------ | ------ | ------ | ------ | ------ | ------ | --- |
| Prima Categoria (Girone B emiliano)      | 15    | 4       | 4       | 0       | 0       | 14      | 3       | 4            | 3            | 1            | 0            | 11           | 2            | 8      | 7      | 1      | 0      | 25     | 5      | +10 |
| Finale regionale                         | -     | 2       | 2       | 0       | 0       | 11      | 1       | 1            | 0            | 0            | 1            | 0            | 1            | 3      | 2      | 0      | 1      | 11     | 2      | +9  |
| Prima Categoria (Girone A di semifinale) | 10    | 3       | 2       | 1       | 0       | 6       | 2       | 3            | 2            | 1            | 0            | 7            | 2            | 6      | 4      | 2      | 0      | 13     | 4      | +9  |
| Finale nord                              | -     | -       | -       | -       | -       | -       | -       | -            | -            | -            | -            | -            | -            | 1      | 0      | 0      | 1      | 1      | 2      | -1  |
| Totale                                   |       | 9       | 8       | 1       | 0       | 31      | 6       | 8            | 5            | 2            | 1            | 18           | 5            | 18     | 13     | 3      | 2      | 50     | 13     | +27 |